# سيسيل فابر
سيسيل فابر (بالإنجليزية: Cécile Fabre)‏ هي فيلسوفة بريطانية، ولدت في 2 فبراير 1971.

## وصلات خارجية
- الموقع الرسمي